# Pink (노래)
〈Pink〉는 미국의 록 밴드 에어로스미스의 노래이다. 스티븐 타일러와 전문 작곡가 리처드 수파, 글렌 발라드가 작곡했다. 이 곡은 1997년 《Nine Lives》의 세 번째 메이저 싱글로 발매되었다.

## 구성
이 곡은 초반 스티븐 타일러의 하모니카 연주와 곡 전반에 걸친 강한 베이스 리듬, 그리고 절 전반에 어쿠스틱 기타와 쟁글링 일렉트릭 기타가 혼합된 곡으로 하이라이트를 이룬다.
구절의 많은 대사는 "핑크"라는 단어로 시작한다. 분홍색에 매료된 기원은 여성의 생식기관, 특히 바깥쪽 입술 안쪽의 "pink in the middle(가운데가 핑크)"와 남성의 음경 "I wanna wrap you in rubber(고무로 감싸고 싶다)"와 "my favorite crayon(내가 좋아하는 크레용)"에 대한 감탄에서 비롯됐다는 점에서 시사하는 바가 크다.

## 뮤직 비디오
이 노래의 뮤직 비디오는 CGI를 사용하여 캐릭터들의 얼굴을 다른 신체로 변형시켰다. 밴드 멤버들이 카메라를 향해 움직이는 다양한 랜덤 캐릭터들(예: 켄타우루스 역의 조 페리, 꼬마 역의 브래드 휫퍼드, 해골 역의 스티븐 타일러, 부활절 토끼 역의 소년)이 섞여들었다. 그것은 더그 니콜이 감독했다.
뮤직 비디오의 두 가지 버전이 존재한다. 검열되지 않은 버전에서는 파란색 점프슈트를 입은 여성이 카메라를 향해 걸어가는 모습이 나온다. 잠시 동안, 지퍼를 푼 점프슈트의 윗부분을 당겨서 오른쪽 가슴을 드러낸다. 푸른색과 녹색으로 칠해진 여성이 피루엣을 할 때 여성의 가슴이 잠시 완전히 드러나는 사례가 있다.
이 검열되지 않은 버전은 사소한 논란을 일으켰고 MTV는 니콜에게 낮 시간대 방송을 위해 비디오를 검열해 줄 것을 요청했다. 그 결과 편집본은 피루엣 장면을 검열했다. 클린 버전에서도 타일러와 페리가 두 머리를 가진 남자로 등장하고 가슴 노출 장면의 커버 부분만 등장한다.

## 곡 목록
1. "Pink" (Album Version) – 3:55
2. "Pink" (The South Beach Mix) – 3:54
3. "Pink" (Live)

## 인증
| 국가                               | 인증 | 판매량/출하량 |
| ---------------------------------- | ---- | ------------- |
| 미국 (RIAA)                        | 골드 | 500,000       |
| 판매량+스트리밍을 기반으로 한 인증 |      |               |